# 고르카 엘루스톤도
고르카 엘루스톤도 우르콜라(스페인어: Gorka Elustondo Urkola, 1987년 3월 18일, 바스크 주 베아사인 ~)는 스페인의 전 프로 축구 선수로, 과거 중앙 수비수나 수비형 미드필더를 주로 맡았다.
그는 2006년에 프로 무대 신고식을 치른 이래 현역 기간 대부분을 레알 소시에다드에서 보냈는데, 6번의 라 리가 시즌 동안 167번의 공식 경기에 출전했다.(득점은 리그 8회, 전 대회 통틀어 9회)

## 클럽 경력

### 레알 소시에다드
엘루스톤도는 기푸스코아 도 베아사인 출신이다. 레알 소시에다드의 체계적인 유소년부를 졸업한 그는 0-0으로 비긴 셀타 비고와의 2006년 12월 20일 원정 경기에서 라 리가 신고식을 치렀다. 그는 프로 1년차에 5번 1군 경기에 더 출전했는데, 바스크 연고 구단은 40년 만의 강등이라는 굴욕을 겪었다.
2008년 10월 말, 알라베스와의 더비 안방 경기에서 엘루스톤도는 무릎 중상을 당했고,(훗날 재발했다) 그 여파로 시즌 나머지 기간 동안 더 출전하지 못하였다. 그는 2009-10 시즌에 30 경기에 출전했는데, 이 중 26번 선발로 출전해 1골도 기록했고, 하양-파랑 군단은 리그 1위로 3년 만에 스페인 1부 리그에 복귀했다.

### 아틀레틱 빌바오
2015년 7월 1일, 레알 소시에다드와의 계약이 만료된 엘루스톤도는 이웃 아틀레틱 빌바오로 이적했다. 7월 30일, 그는 0-0으로 비긴 인테르 바쿠와의 유로파리그 3차 예선전 원정 경기에 후반 교체 출전하여 공식 첫 경기를 치렀다. 그의 첫 리그 출전 경기는 8월 23일 바르셀로나와의 안방 경기로 그는 루이스 수아레스에게 페널티 킥을 내주었고, 주자로 나선 리오넬 메시가 실축했지만, 결과적으로 0-1 패배를 당했다. 나흘 후, 그는 질리나와의 유로파리그 플레이오프전에서 23분에 중거리포로 1-0 결승골을 기록해 빌바오가 원정 다득점 원칙에 따라 본선에 진출했다.
2017년 6월 2일, 엘루스톤도는 계약이 만료되면서 산 마메스를 떠날 것임을 밝혔다.

### 라요 바예카노
2018년 1월 17일, 잠깐 콜롬비아의 아틀레티코 나시오날에 있었던 30세의 엘루스톤도는 [[라요 바예카노와 18개월 계약을 맺으면서 스페인 무대에 복귀했다.

## 국가대표팀 경력
엘루스톤도는 폴란드에서 열린 2006년 유럽선수권 대회를 우승한 스페인 U-19 국가대표팀 주역이었다.

## 수상

### 클럽
레알 소시에다드
- 세군다 디비시온: 2009–10

아틀레틱 빌바오
- 수페르코파 데 에스파냐: 2015

라요 바예카노
- 세군다 디비시온: 2017–18

### 국가대표팀
스페인 U-19
- 유럽 U-19 축구 선수권 대회: 2006